# Copa Panamericana de Voleibol Masculino Sub-23 de 2023
La Copa Panamericana de Voleibol Masculino Sub-23 fue la VI edición del torneo y se celebró en la La Habana del 8 al 16 de julio de 2023. El torneo contó con la participación de 5 selecciones de voleibol categoría sub-23 de la Confederación de Norteamérica, Centroamérica y el Caribe de Voleibol (NORCECA) y de la Confederación Sudamericana de Voleibol (CSV).
El torneo fue organizado por la Federación Cubana de Voleibol   bajo la supervisión de la Unión Panamericana de Voleibol (UPV). 

## Equipos participantes
Cinco selecciones confirmaron su participación en el torneo.
NORCECA (Confederación del Norte, Centroamérica y del Caribe):
- Cuba(local)
- República Dominicana
- Nicaragua

CSV (Confederación Sudamericana de Voleibol):
- Perú
- Chile

### Fase final

#### Partido por el3.ery 4.º puesto
| Fecha       | Hora  | Equipo 1 | Res.  | Equipo 2 | Set 1 | Set 2 | Set 3 | Set 4 | Set 5 | Total   | Reporte |
| ----------- | ----- | -------- | ----- | -------- | ----- | ----- | ----- | ----- | ----- | ------- | ------- |
| 16 de julio | 11:00 | Perú     | 3 – 0 | Chile    | 26-24 | 25-11 | 25-22 |       |       | 76 – 57 |         |

#### Final
| Fecha       | Hora  | Equipo 1 | Res.  | Equipo 2             | Set 1 | Set 2 | Set 3 | Set 4 | Set 5 | Total   | Reporte |
| ----------- | ----- | -------- | ----- | -------------------- | ----- | ----- | ----- | ----- | ----- | ------- | ------- |
| 16 de julio | 13:00 | Cuba     | 3 – 0 | República Dominicana | 35-33 | 25-21 | 25-14 |       |       | 85 – 68 |         |

## Clasificación general
| Pos.              | Equipo               |
| ----------------- | -------------------- |
| Medalla de oro    | Cuba                 |
| Medalla de plata  | República Dominicana |
| Medalla de bronce | Perú                 |
| 4                 | Chile                |
| 5                 | Nicaragua            |

| Cuba Campeón 3º título |